# Kaaris
Kaaris，本名Armand Okou Gnakouri，1980年1月30日出生于阿比让，是法国的一名男歌手。

## 生平
Kaaris出生于科特迪瓦的阿比让，他和他的父母于1988年搬迁至巴黎北郊的塞夫朗。2003年，Kaaris和他的兄弟回到科特迪瓦工作，后因当地内战爆发而再次返回法国。2007年，Kaaris曾发布小型个人唱片《43e BIMa》以纪念该内战。2011年，另一位法国说唱歌手Booba曾邀请Kaaris参与其唱片的制作，两人共同演绎的单曲《Kalash》于2012年发布，而Kaaris的首张个人专辑《Or noir》则于2013年问世。

## 作品风格
Kaaris因其充斥着暴力因素的音乐风格而闻名，他个人解释称这和他从小生活在较为贫穷的环境里有关。

## 专辑
- 43e Bima（2007年，混音带）
- Z.E.R.O.（2012年，混音带）
- Or noir（法语：Or noir (album)）（2013年）
- Or noir（法语：Or noir (album)） part 2（2014年）
- Le Bruit de mon âme（法语：Le Bruit de mon âme）（2015年）
- Double Fuck（法语：Double Fuck）（2015年，混音带）
- Okou Gnakouri（法语：Okou Gnakouri (album)）（2016年）
- Dozo（法语：Dozo (album)）（2017年）
- Or noir（法语：Or noir (album)） part 3（2019年）
- 2.7.0（法语：2.7.0）（2020年）
- Day One}（2023年）

## 争议
Booba与Kaaris曾多次因一些不同观点而发生过分歧。2018年8月1日，双方在巴黎奥利机场偶遇并发生斗殴事件，此事受到公众关注。同年10月，双方各自被判处18个月的监禁和五万欧元的罚金。
2023年，Kaaris被指对前女友实施暴力而遭到羁押。